# Folkuniversitetets gymnasium i Linköping
Folkuniversitetets Gymnasium i Linköping är en av de första friskolorna i Linköping och har drygt 120 elever. 
De inriktningar som finns är individuella programmet, dansprogrammet och internationella programmet (baserat på samhällsvetenskapsprogrammet) som är det mest populära. Skolan ligger i centrum och har sina lokaler i gamla Anders Ljungstedts Gymnasium. Skolan har både gamla & nya föreningar som till exempel den äldsta: Herrklubben.
Det individuella programmet samt dansprogrammet håller till på andra ställen än i huvudbyggnaden då dansprogrammet har sina lokaler på andra sidan vägen mot Kungsgatan och individuella programmet i huset mittemot huvudbyggnaden för Folkuniversitetets gymnasium.